# Chiang Rai internationella flygplats
Chiang Rai internationella flygplats även känd som Mae Fah Luang flygplats (thai: ท่าอากาศยานแม่ฟ้าหลวง เชียงราย) (IATA: CEI, ICAO: VTCT) är en internationell flygplats i distriktet Mueang Chiang Rai i provinsen Chiang Rai i norra regionen Thailand.

## Historik
Flygplatsen öppnades 1992, då den ersatte en äldre flygplats i Chiang Rai. Den nya flygplatsen ligger cirka 8 km från stadens centrum och drivs sedan 1998 av Airports of Thailand Public Company Limited (AOT). Innan Covid-19-pandemin hade flygplatsen internationella avgångar till Kunming, Haikou, Hangzhou, Changsha, Xishuangbanna, Shenzhen och Chengdu, men som alla har stängts av på grund av covid-19-pandemin.
År 2014 meddelade ägarbolaget, Airports of Thailand, att de skulle utöka kapaciteten på flygplatsen. Bland annat genom att bygga ytterligare en taxibana och fler butiker samt eventuellt förlänga banan, vilket skulle vara klar till 2030.
Chiang Rais internationella flygplats fick namnet "Mae Fah Luang", efter prinsessan Srinagarindra, mor till den tidigare monarken, Bhumibol Adulyadej, som regerade under det dynastiska namnet Rama IX.